# Cosmologia
La cosmologia és l'estudi de l'estructura i la història de l'Univers a gran escala. El terme fou introduït per l'escolàstica i el racionalisme alemany i prové del grec antic κοσμολογία kosmologia, de κόσμος kósmos, "món en ordre" i λογία logía, "estudi, discurs". Tracta de l'origen, l'estructura i les lleis de l'Univers. Es relaciona amb la filosofia i la religió, tot i que actualment se la utilitza només per a designar una branca de l'astronomia. La cosmologia és la més antiga de les ciències. La recerca dels nostres orígens no ha deixat de fascinar la humanitat. Històricament, se sol dividir en quatre etapes: grega, medieval, moderna i contemporània.
La cosmologia física és l'estudi de l'origen de l'univers observable, les seves estructures i dinàmica a gran escala i la destí final de l'univers, incloses les lleis de la ciència que regeixen aquestes àrees. És investigada per científics, incloent-hi astrònoms i físics, així com filòsofs, com metafísics, filòsofs de la física, i filòsofs de l'espai i el temps. A causa d'aquest àmbit compartit amb la filosofia, les teories en cosmologia física pot incloure proposicions tant científiques com no científiques i pot dependre de supòsits que no poden ser comprovats. La cosmologia física és una subbranca de l'astronomia que s'ocupa de l'univers com a tot. La cosmologia física moderna està dominada per la Teoria del Big Bang; teoria que intenta unir l'astronomia observacional i la física de partícules. Més concretament, una parametrització estàndard del Big Bang amb matèria fosca i energia fosca, coneguda com a model de Lambda-CDM.
L'astrofísic teòric David N. Spergel ha descrit la cosmologia com una "ciència històrica" perquè "quan mirem a l'espai, mirem enrere en el temps" a causa de la naturalesa finita de la velocitat de la llum.

## Disciplines
La física i l'astrofísica han tingut un paper fonamental en la formació de la nostra comprensió de l'univers a través de l'observació científica i l'experimentació. La cosmologia física es va formar a través de les matemàtiques i l'observació en una anàlisi de tot l'univers. Generalment, s'entén que l'univers va començar amb el Big Bang, seguit gairebé instantàniament per la inflació còsmica, una expansió de l'espai de la qual es creu que va sorgir l'univers fa 13,799 ± 0,021 mil milions. La cosmogonia estudia l'origen de l'univers, i la cosmografia traça un mapa de les característiques de l'Univers.
A l′Encyclopédie de Diderot, la cosmologia es desglossa en uranologia (la ciència del cel), aerologia (la ciència de l'aire), geologia (la ciència dels continents) i hidrologia (la ciència de les aigües).
La cosmologia metafísica també s'ha descrit com la col·locació dels éssers humans a l'univers en relació amb totes les altres entitats. Això s'exemplifica amb l'observació de Marc Aureli que el lloc d'un home en aquesta relació: "Qui no sap què és el món no sap on és, i qui no sap per què existeix el món, no sap qui és ell, ni què és el món".

## Context
La paraula «cosmologia» va ser utilitzada per primera vegada el 1731 a la Cosmologia generalis del filòsof Christian Wolff. L'estudi científic de l'univers té una llarga història que involucra la física, l'astronomia, la filosofia, l'esoterisme i la religió.
El naixement de la cosmologia moderna pot situar-se en 1700 amb la hipòtesi que les estrelles de la Via Làctia pertanyen a un sistema estel·lar de forma discoidal, del qual forma part el propi Sol; i que altres cossos nebulosos visibles amb el telescopi són sistemes estel·lars similars a la Via Làctia, però molt llunyans.

## Cosmologia grega
La cosmologia va ser el primer tema estudiat pels filòsofs grecs, i al llarg de la història de l'antiga Grècia. Els astrònoms Eudox de Cnidos, Hiparc i Claudi Ptolemeu es decantaren pel geocentrisme. Els cosmòlegs grecs s'inclinaren per una limitació espacial de l'Univers, temporalment etern, ordenat segons lleis constants, amb repeticions cícliques.

## Cosmologia medieval
La concepció aristotèlica es prolongà durant l'edat mitjana, si bé el cristianisme introduí importants innovacions en la cosmologia, amb idees com la divina providència, creació, miracle, entre d'altres.

## Cosmologia moderna
Les aportacions de Copèrnic, Giordano Bruno, Galileo Galilei, Kepler, i Newton, entre d'altres, revolucionaren les idees de l'antiguitat, i de l'època medieval.

## Cosmologia contemporània
Els descobriments de les ciències van fer que, al canvi del segle xix al xx, es pogués crear un corpus en què la cosmologia, lluny de les especulacions de segles anteriors, pren un contingut científic, basat en els descobriments en astronomia, teoria de la relativitat i mecànica quàntica. La cosmologia contemporània esdevé, des d'un conjunt d'especulacions, una autèntica ciència. A partir d'aquí, queden una sèrie de temes d'interès per als científics:

## Futur
- L'abundància de matèria, i falta d'antimatèria. Possiblement deguda a la violació de la simetria CP (càrrega, paritat). A causa d'aquesta violació de la càrrega-paritat, la matèria i l'antimatèria no s'haurien aniquilat mútuament totalment. Una petita quantitat de matèria hauria sobreviscut a l'aniquilació, perquè una part de l'antimatèria s'hauria desintegrat en matèria.
- La forma de l'Univers. La geometria de l'Univers, presa com un tot, no ha estat encara definida per la ciència. S'ha interpretat la cartografia del fons còsmic de microones feta pel satèl·lit WMAP com una ratificació del model cosmològic vigent, és a dir: un univers pla, infinit, i en expansió accelerada. Una interpretació alternativa d'aquestes dades proposa un univers dodecaèdric de Poincaré, en què les cares oposades estarien connectades, de tal manera que sortint per l'una s'entra per l'altra.
- La teoria inflacionària. El model estàndard del big-bang calent erra en l'objectiu en dos ordres de magnitud quan intenta explicar les heterogeneïtats observades pel COBE en la radiació de fons (la nau Planck, que serà llançada el 2007, en farà un mapa més detallat); per aquest motiu, es postula un univers primigeni inflacionari, amb una expansió molt superior a la que s'observa actualment.
- L'expansió creixent de l'Univers. Diverses observacions suggereixen que l'Univers està en expansió creixent. Això podria ser explicat per diferents mecanismes no ben coneguts. En el futur es podrà esbrinar, potser, quin factor és el responsable de l'expansió creixent.
- S'intenten detectar les ones gravitatòries, produïdes per diferents fenòmens, amb els observatoris LIGO de Hanford, Washington, i Livingston (Louisiana), a més hi ha el detector TAMA 300 (fora de funcionament a causa d'un terratrèmol), el GEO 600, patrocinat pel Regne Unit i Alemanya, VIRGO, patrocinat per Itàlia i França. A final del 2003, entraran en funcionament sis nous detectors d'ones gravitatòries: dos a Hanford, un a Livingston, a Hannover, a Pisa, i a Tòquio.
- El projecte Supernoves i Cosmologia està preparant la posada en òrbita del telescopi SNAP.
- El projecte d'observatori en òrbita GLAST.

## Cosmologia física

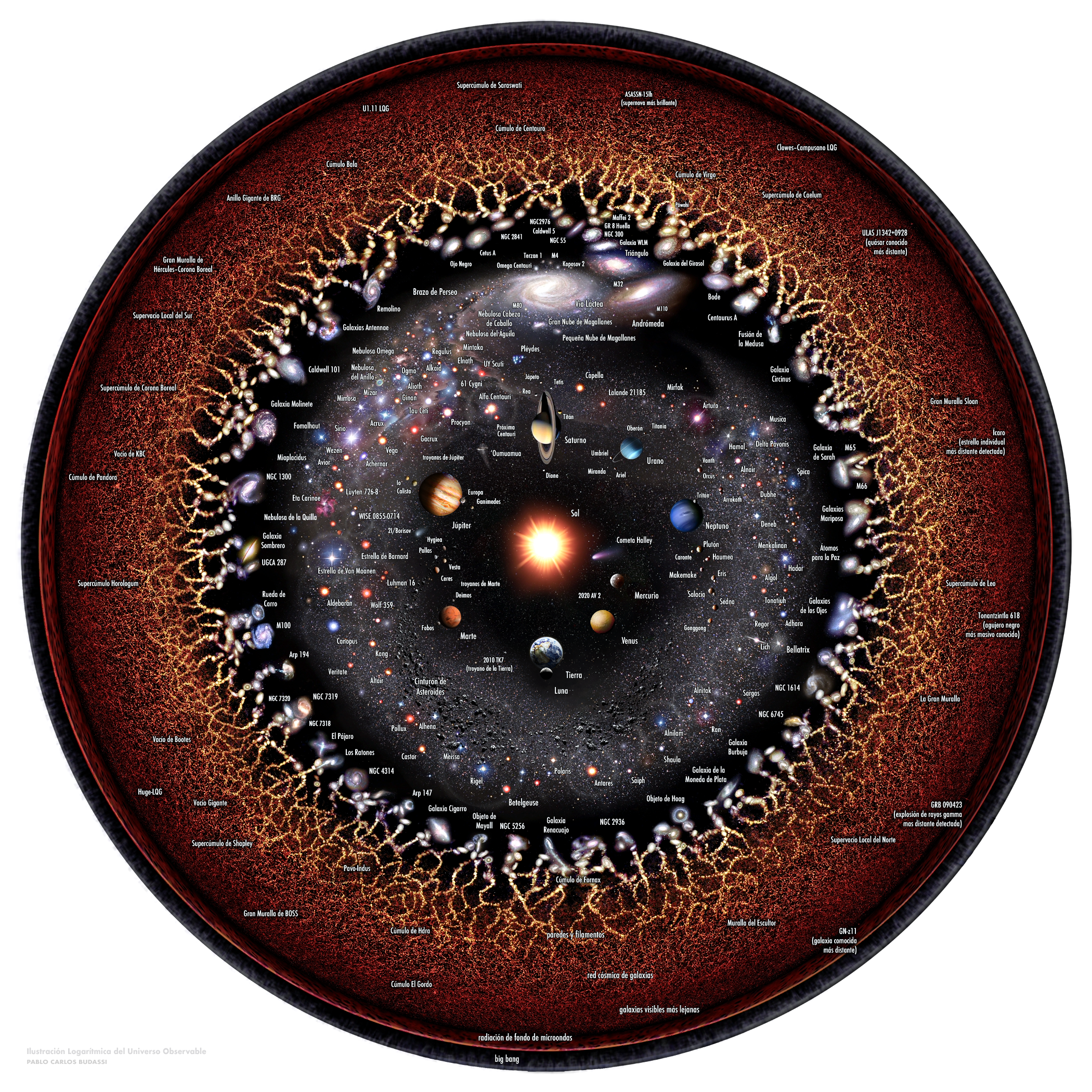
Representació logarítmica de l'univers observable.

Cosmologia física s'entén per l'estudi de l'origen, l'evolució i la destinació de l'univers utilitzant els terrenys models de la física. La cosmologia física es va desenvolupar com a ciència durant la primera meitat del segle xx a conseqüència dels esdeveniments detallats a continuació:
- 1915-1916. Albert Einstein formula la teoria general de la relativitat, que serà la teoria marc dels models matemàtics de l'univers. Al mateix temps formula el primer model matemàtic de l'univers conegut com a univers estàtic, on introdueix la famosa constant cosmològica i la hipòtesi coneguda com a principi cosmològic, que estableix que l'univers és homogeni i isòtrop a gran escala, la qual cosa significa que té la mateixa aparença general observada des de qualsevol lloc.
- 1916-1917. L'astrònom Willem de Sitter formula un model estàtic d'univers buit de matèria amb la constant cosmològica on els objectes astronòmics allunyats havien de presentar desplaçaments al roig en les seves línies espectrals.
- 1920-1921. Té lloc el Gran Debat entre els astrònoms Heber Curtis i Harlow Shapley que va establir la naturalesa extragalàctica de les nebuloses espirals quan es pensava que la Via Làctica constituïa tot l'univers.
- 1922-1924. El físic rus Alexander Friedmann publica la primera solució matemàtica a les equacions d'Einstein de la relativitat general, que representen un univers en expansió. En un article del 1922 publica la solució per a un univers finit i el 1924 la d'un univers infinit.
- 1929. Edwin Hubble estableix una relació lineal entre la distància i el corrent al vermell de les nebuloses espirals que ja havia estat observat per l'astrònom Vesto Slipher en 1909. Aquesta relació es coneixerà com a Llei de Hubble.
- 1930. El sacerdot i astrònom belga Georges Édouard Lemaître esbossa la seva hipòtesi de l'àtom primitiu, on suggeria que l'univers havia nascut d'un sol quant d'energia.
- 1931. Milton Humason, col·laborador de Hubble, dóna la interpretació dels desplaçaments al roig com a efecte Doppler a causa de la velocitat d'allunyament de les nebuloses espirals.
- 1933. L'astrònom suís Fritz Zwicky publica un estudi de la distribució de les galàxies, suggerint que estaven permanentment lligades per la seva mútua atracció gravitacional. Zwicky va assenyalar, però, que no n'hi havia prou amb la quantitat de massa realment observada en la forma de les galàxies per adonar de la intensitat requerida del camp gravitatori. S'introduïa així el problema de la matèria fosca.
- 1948. Herman Bondi, Thomas Gold i Fred Hoyle proposen el model d'estat estacionari, on l'univers no només té la mateixa aparença a gran escala vist des de qualsevol lloc, sinó que la té vista en qualsevol època.
- 1948. George Gamow i Ralph A. Alpher publiquen un article on estudien les síntesis dels elements químics lleugers en el reactor nuclear que va ser l'univers primitiu, coneguda com nucleosíntesi primordial. El mateix any, el mateix Alpher i Robert Herman milloren els càlculs i fan la primera predicció de l'existència de la radiació de fons de microones.
- 1964. Arno Penzias i Robert Woodrow Wilson dels laboratoris Bell descobreixen el senyal de ràdio que va ser ràpidament interpretada com la radiació de fons de microones, que suposaria una observació crucial que convertiria al model del Big Bang (o de la Gran Explosió) en el model físic estàndard per descriure l'univers. Durant la resta del segle xx es va produir la consolidació d'aquest model i es van reunir les evidències observacionals que estableixen els fets següents fora de qualsevol dubte raonable:
  - L'univers està en expansió, en el sentit que la distància entre qualsevol parell de galàxies llunyanes s'està incrementant amb el temps.
  - La dinàmica de l'expansió està descrita amb molt bona aproximació per la teoria general de la relativitat d'Einstein.
  - L'univers s'expandeix a partir d'un estat inicial d'alta densitat i temperatura, on es van formar els elements químics lleugers, estat de vegades anomenat Big Bang o Gran Explosió.